# Medcezir
 (срп. Плима и осека) турска је телевизијска серија, снимана од 2013. до 2015.
Реч је о турској верзији америчке серије Округ Оринџ (енгл. The O.C.).

## Синопсис
Јаман Копер је интелигентан младић, који је с братом Кенаном ухапшен због пљачке. Мајка Невин и очух Хасан након тог инцидента избацују га из куће. Немајући куд, Јаман се пресељава у елитну истанбулску четврт, у дом хуманог, некада сиромашног адвоката Селима Сереза, чија супруга Ендер одбија да прихвати придошлицу. Ипак, Јаман успева да се спријатељи с њиховим сином јединцем Мертом, који у Јаману види савршену прилику да се приближи својој симпатији Ејлул. С друге стране, Јаманово срце освојиће њена најбоља пријатељица Мира, која живи у суседној кући.
Како време пролази, Ендер постаје блажа према Јаману, нарочито након што му мајка заврши у затвору. Иако између придошлице и Мире одмах почињу да севају варнице, она не може да се препусти Јаману, јер већ има дечка - у дугој је вези с Оркуном, кога је њена породица већ прихватила као зета. У међувремену, Мирина мајка Суде, навикла на раскошан живот, одлази из куће кад сазна да је њен супруг Фарук банкротирао. Но, раздвојеност родитеља није једино што тишти Миру. Она сазнаје да ју је Оркун преварио небројано пута, због чега пада у тешку депресију. Недуго потом, Јаман успева да се упише у школу коју похађа Мерт, али осећа да не припада тамо. Док Јаман покушава да се избори са сплеткама Мириног бившег дечка, Суде покушава да убеди Миру да посети психијатра, јер би се само тако могла извући из депресије...

## Сезоне
| Сезона | Сезона | Број епизода | Приказивање у Турској                 |
| ------ | ------ | ------------ | ------------------------------------- |
|        | 1      | 38 (1 – 38)  | 13. септембар 2013 — 13. јун 2014. () |
|        | 2      | 39 (39 – 77) | 12. септембар 2014 — 12. јун 2015. () |

## Улоге
| Глумац:          | Улога:             |
| ---------------- | ------------------ |
| Чагатај Улусој   | Јаман Копер        |
| Серенај Сарикаја | Мира Бејлиџе       |
| Бариш Фалај      | Селим Серез        |
| Мине Тугај       | Ендер Серез        |
| Танер Олмез      | Мерт Серез         |
| Хазар Ергучлу    | Ејлул Булутер      |
| Шебнем Донмез    | Асуде Суде Бејлиџе |
| Мурат Ајген      | Фарук Бејлиџе      |
| Мирај Данер      | Берен Бејлиџе      |
| Џан Гурзап       | Асим Шекип Каја    |